# Prefontaine Classic 2013
Navigation
Édition précédente Édition suivante
Le Prefontaine Classic 2013 est la 38e édition de la Prefontaine Classic qui a eu lieu le 1er juin 2013 au stade Hayward Field d'Eugene, aux États-Unis. Il constitue la quatrième étape de la Ligue de diamant 2013.

## Résultats

### Hommes
| Épreuve          | Vainqueur                              | Second                            | Troisième                                 |
| ---------------- | -------------------------------------- | --------------------------------- | ----------------------------------------- |
| 200 m            | Nickel Ashmeade 20 s 14                | Walter Dix 20 s 16                | Jason Young 20 s 20 (SB)                  |
| 400 m            | LaShawn Merritt 44 s 32 (SB)           | Kirani James 44 s 39              | Tony McQuay 45 s 31                       |
| Mile             | Silas Kiplagat 3 min 49 s 48 (WL)      | Asbel Kiprop 3 min 49 s 53        | Aman Wote 3 min 49 s 88 (PB)              |
| 110 m haies      | Hansle Parchment 13 s 05 (WL, MR)      | Orlando Ortega 13 s 08 (PB)       | David Oliver 13 s 10 (SB)                 |
| 3 000 m steeple  | Conseslus Kipruto 8 min 03 s 59 (MR)   | Paul Kipsiele Koech 8 min 05 s 86 | Mahiedine Mekhissi-Benabbad 8 min 06 s 60 |
| Saut en longueur | Aleksandr Menkov 8,39 m (WL)           | Mauro da Silva 8,22 m             | Greg Rutherford 8,22 m (SB)               |
| Saut en hauteur  | Mutaz Essa Barshim 2,40 m (AR, WL, MR) | Erik Kynard 2,36 m (PB)           | Derek Drouin 2,36 m (NR)                  |
| Saut à la perche | Renaud Lavillenie 5,95 m (WL)          | Björn Otto 5,90 m (SB)            | Raphael Holzdeppe 5,84 m (SB)             |
| Lancer du disque | Robert Harting 69,75 m (WL)            | Piotr Małachowski 68,19 m (SB)SB  | Ehsan Hadadi 65,63 m (SB)                 |

### Femmes
| Épreuve           | Vainqueur                                 | Seconde                            | Troisième                                    |
| ----------------- | ----------------------------------------- | ---------------------------------- | -------------------------------------------- |
| 100 m             | Shelly-Ann Fraser-Pryce 10 s 71           | Blessing Okagbare 10 s 75          | Veronica Campbell-Brown 10 s 78              |
| 800 m             | Francine Niyonsaba 1 min 56 s 72 (WL, MR) | Brenda Martinez 1 min 58 s 18 (PB) | Janeth Jepkosgei Busienei 1 min 58 s 71 (SB) |
| 5 000 m           | Tirunesh Dibaba 14 min 42 s 01 (WL)       | Mercy Cherono 14 min 42 s 51 (SB)  | Margaret Wangari Muriuki 14 min 43 s 68 (PB) |
| 400 m haies       | Zuzana Hejnová 53,70 m (WL)               | Georganne Moline 54,75 m           | Kaliese Spencer 55,03 m                      |
| Triple saut       | Caterine Ibargüen 14,93 m                 | Olha Saladukha 14,85 m (WL)        | Kimberly Williams 14,78 m                    |
| Lancer du poids   | Valerie Adams 20,15 m                     | Gong Lijiao 20,12 m (SB)           | Michelle Carter 19,65 m (SB)                 |
| Lancer du javelot | Christina Obergföll 67,70 m (MR)          | Kimberley Mickle 63,80 m           | Sunette Viljoen 63,00 m (SB)                 |

## Légende
Records et Performances
- AR : Record continental (area record)
- CR : Record des championnats (championship record)
- MR : Record du meeting (meet record)
- NR : Record national (national record)
- OR : Record olympique (olympic record)
- PR : Record paralympique (paralympic record)
- PB : Record personnel (personal best)
- SB : Meilleure performance personnelle de la saison (season's best)
- WL : Meilleure performance mondiale de l'année (world leader)
- WJR : Record du monde junior (world junior record)
- WR : Record du monde (world record)

Circonstances et Conditions
- DNF : N'a pas terminé (did not finish)
- DNS : N'a pas pris le départ (did not start)
- DQ : Disqualification (disqualification)
- NM : Aucun essai valable enregistré (No Mark)
- Q : Qualifié « directement » au prochain tour (ou à la prochaine compétition), lors d'une compétition majeure, grâce au classement ou à la réalisation des minima (automatic qualifier)
- q : Qualifié au prochain tour (ou à la prochaine compétition), lors d'une compétition majeure, grâce au repêchage ou à la réalisation de l'une des meilleures performances parmi celles des « non qualifiés directement » (grâce au meilleur temps ou à la meilleure distance par exemple) (secondary qualifier)